# Егоровское сельское поселение (Смоленская область)
Его́ровское се́льское поселе́ние — упразднённое муниципальное образование в составе Ершичского района Смоленской области России.
Административный центр — деревня Егоровка.
Образовано законом от 2 декабря 2004 года. Упразднено законом от 25 мая 2017 года с включением всех входивших в его состав населённых пунктов в Руханское сельское поселение.

## Географические данные
- Общая площадь: 79,89 км²
- Расположение:  северо-восточная часть Ершичского района
- Граничит:
  - на севере — с Рославльским районом
  - на востоке — с Сукромлянским сельским поселением
  - на юге — с Руханским сельским поселением
  - на западе — Ершичским сельским поселением
- Крупные реки: Ипуть, Чёрный Пет.

## Население
| 2011 | 2012 | 2013 | 2014 | 2015 | 2016 | 2017 |
| ---- | ---- | ---- | ---- | ---- | ---- | ---- |
| 192  | ↘190 | ↘174 | ↘168 | ↘166 | ↘161 | ↘157 |

## Населённые пункты
На территории поселения находятся 5 населённых пунктов.
- Егоровка, деревня
- Благодать, деревня
- Бояркино, деревня
- Лычники, деревня
- Скоторж, деревня

## Экономика
Сельхозпредприятия, магазины.